# La Niña

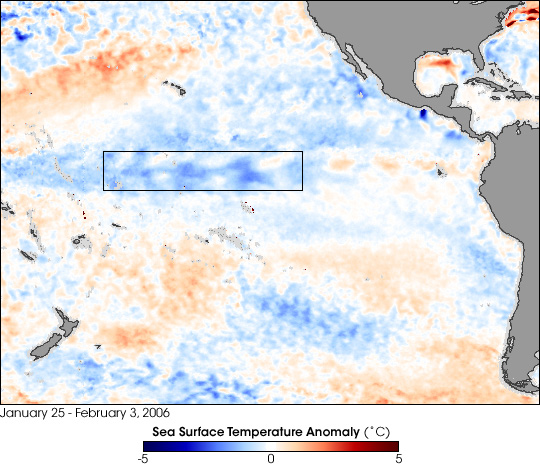
La Niña în ianuarie-februarie 2006.

La Niña este un fenomen climatic caracterizat prin temperaturi neobișnuit de scăzute ale apei de la suprafața Oceanului Pacific în zona ecuatorială, opus fenomenului El Niño, caracterizat prin temperaturi neobișnuit de ridicate.
Datorită curenților oceanici, efectul său asupra climei este resimțit în special în dreptul Indoneziei, Malaysiei, Australiei de Nord și Americii de Sud.